# Gestreifte Scheintarantel
Die Gestreifte Scheintarantel (Alopecosa striatipes), auch als Streifbeinige Tarantel oder  Gestreiftbeinige Pantherspinne bezeichnet, ist eine Webspinne aus der Familie der Wolfspinnen (Lycosidae). Die Trivialbezeichnungen sowie der wissenschaftliche Artname der überwiegend in Europa vorkommenden Art rühren von der Farbgebung der Beine her.

## Merkmale
Mit einer Körperlänge von 13 bis 15 Millimetern als Weibchen und 11 bis 13 Millimetern als Männchen zählt die Gestreifte Scheintarantel zu den größeren Arten der Gattung Alopecosa und auch zu den größeren Wolfspinnen Mitteleuropas. Das Prosoma (Vorderkörper) besitzt eine braune Grundfarbe und ist mit einem breiten und hellgrau oder bräunlich gefärbten Band versehen, das sich im vorderen Bereich stark verbreitert und im Bereich der Augen bis zu den Seitenrändern reicht. Hinten wird das Band durch zwei breite, schwarze und nach vorn zugespitzte Binden abgeschlossen, die ihrerseits durch zwei kontrastreich abgesetzte Radiärstreifen jeweils in drei Abschnitte zerteilt werden, wobei die Radiärstreifen auch fehlen können.
Die Beine haben auf beiden Seiten eine lateral verlaufende weiße Bestreifung, die besonders auf der Frontalseite des ersten Beinpaares gut erkennbar ist. Diese Streifen haben sowohl bei der wissenschaftlichen als auch bei der deutschsprachigen Namensgebung eine Rolle gespielt. Ventral sind die Beine schwarz, dorsal sind sie gelblich. Die an den Pedipalpen (umgewandelte Extremität im Kopfbereich bei Spinnentieren) befindlichen Bulbi (Geschlechtsorgane) des Männchens verfügen über eine fliesenartig erscheinende Apophyse (Fortsatz des Chitinskeletts), mit geraden und parallel verlaufenden Rändern.
Das Opisthosoma ist dunkelbraun gefärbt und auf der Ventralseite wie die Beine schwarz. Das für die Gattung typische Herzmal tritt auch bei der Gestreiften Scheintarantel auf, ist hier allerdings nur beim Weibchen erkennbar und dazu undeutlich von der restlichen Färbung abgesetzt. Hinter dem Herzmal befinden sich dunkle Winkelflecken. Das Männchen besitzt anstelle eines Herzmals ein hellgraues Längsband. Die Spermathek (Geschlechtsorgan) des Weibchens ist vorne in zwei sich berührende, taschenartige Vertiefungen unterteilt. Die hintere Hälfte der Spermathek ist doppelt so breit wie die vordere und erscheint plattenartig.

### Ähnliche Arten
Eine der Gestreiften Scheintarantel ähnliche Art ist die ebenfalls zur Gattung Alopecosa zählende Art Alopecosa mariae, die in Südosteuropa vorkommt. Bei dieser fehlen die Radiärstreifen durchgehend. Eine sichere Unterscheidung beider Arten kann lediglich durch die Untersuchung genitalmorphologischer Merkmale beider Arten erfolgen. Aufgrund der unterschiedlichen Verbreitungen ist ein Zusammentreffen beider Arten allerdings ohnehin unwahrscheinlich.

## Vorkommen
Die Gestreifte Scheintarantel kommt in weiten Teilen Mittel- und Osteuropas sowie in einigen Regionen Südosteuropas vor. Darüber hinaus ist die Art auch in der Türkei und in Kaukasien verbreitet. In diesen Gebieten bewohnt die Gestreifte Scheintarantel warme und trockene Orte mit schwacher Vegetation, dabei besonders steinige Trockenrasen. Ebenso ist sie aber auch in feuchten und besonnten Waldrändern in flachen Gebieten zu finden. In Deutschland ist die Gestreifte Scheintarantel vornehmlich in der Schwäbischen und Fränkischen Alb sowie im nördlichen Teil des Hessischen Berglands anzutreffen.

### Bedrohung und Schutz
Wie viele andere Arten der Gattung ist auch die Gestreifte Scheintarantel durch den Rückgang ihrer Lebensräume bedroht. Die Bestände der Art sind stark rückläufig und in der Roten Liste gefährdeter Arten Tiere, Pflanzen und Pilze Deutschlands wird sie in die Kategorie 2 („stark gefährdet“) eingestuft. Der globale Bestand der Gestreiften Scheintarantel hingegen wird von der IUCN nicht gewertet.

## Lebensweise
Die Gestreifte Scheintarantel ist wie viele Wolfspinnen vornehmlich nachtaktiv und versteckt sich tagsüber etwa unter Steinen. Wie fast alle Wolfspinnen fertigt auch die Gestreifte Scheintarantel kein Spinnennetz zum Zwecke des Beutefangs an, sondern jagt passende Beutetiere frei laufend. Die Aktivität der Art hängt auch von der Feuchtigkeit ab; je trockener die Luftfeuchtigkeit in ihrem Habitat ist, desto aktiver ist die Spinne.

### Fortpflanzung und Phänologie
Die Paarungszeit der Gestreiften Scheintarantel beginnt bereits ab dem Frühjahr und man kann dann die Männchen auch tagsüber auf der Suche nach Weibchen beobachten. Erst nach der Paarung baut das Weibchen der Art eine für die Gattung Alopecosa typische Wohnröhre, die bei der Gestreiften Scheintarantel vergleichsweise tief und fingerdick ausfällt. In etwa fünf Zentimetern Tiefe biegt die Röhre in einem Knick ab. Bei diesem verweilt die Spinne dann meist. Die Eingangsmündung der Wohnröhre wird mit einem feinen und weißen Gespinst bekleidet und erinnert somit an die Wohnröhren der Apulischen Tarantel (Lycosa tarentula). Bemerkenswert ist, dass die Wohnröhre ähnlich wie bei Falltürspinnen mit einem Deckel versehen wird, der aus Erdkrumen, kleinen Steinchen und Pflanzenresten besteht. Im Gegensatz zu den Wohnröhren der Falltürspinnen dient der Deckel der Wohnröhre der Gestreiften Scheintarantel allerdings nicht als Tarnmethode für den Beutefang. Vielmehr hat der Deckel aber einen ähnlichen Zweck und dient der Tarnung des Verstecks und kann auch je nach Bedarf geöffnet und geschlossen werden.
In der Wohnröhre hält sich das nun trächtige Weibchen vorwiegend auf. Dort stellt seinen Eikokon her und verbleibt mit diesem in der Röhre. Gelegentlich wird  der Kokon der Sonne entgegen gehalten hält. Die Jungtiere klettern wie üblich nach dem Schlupf auf den Rücken der Mutter und lassen sich von ihr tragen, dabei sitzen sie mit der Frontalseite nach innen gekehrt und dicht nebeneinander. Ab diesem Zeitpunkt ist die Spinne mitsamt ihrem Nachwuchs auch wieder gehäuft außerhalb der Wohnröhre anzutreffen. Nach einiger Zeit verlassen die Jungtiere dann die Mutter und wachsen über mehrere Häutungen heran. Die letzte findet vermutlich bereits vor Eintritt der kalten Jahreszeit statt, womit dann die Spinnen bereits im adulten Zustand überwintern könnten. Ausgewachsene Exemplare der Gestreiften Scheintarantel sind von März bis Juni zu finden.

## Systematik
Die Gestreifte Scheintarantel erfuhr wie die meisten in der ersten Hälfte des 19. Jahrhunderts beschriebene Spinnenarten in ihrer Beschreibungsgeschichte mehrere Umbenennungen und Transfers in verschiedene Gattungen. Die Art erhielt ursprünglich von ihrem Erstbeschreiber Carl Ludwig Koch 1839 die Bezeichnung Lycosa striatipes. Von Carl Friedrich Roewer wurde die wissenschaftliche Bezeichnung 1955 dann in die heutige geändert.